# Captain Marvel (DC Comics)
För andra betydelser, se Captain Marvel.
Kapten Marvel (numera även kallad Shazam) är en superhjälte skapad av C.C. Beck och Bill Parker som gjorde sin debut i Whiz Comics #2 (1940). Utgavs ursprungligen av Fawcett Comics, men lades ner efter att en rättegång avgjort att figuren var ett plagiat på Superman. Figuren köptes sedermera upp av DC Comics och har där haft serietidningar i flera omgångar.

## Handling
När den unge pojken Billy Batson ropar namnet på den antike trollkarlen Shazam förvandlas han till den vuxne superhjälten Kapten Marvel. Sina krafter får han från antikens gudar – Salomos visdom, Herkules styrka, Atlas uthållighet, Zeus kraft, Akilles mod och Merkurius snabbhet.

## Andra figurer

### Familj
- Mary Marvel: Billys återfunna tvillingsysters, Mary Batsons, alter ego.
- Captain Marvel Jr.: Alter ego till Billys vän och klasskamrat, Freddy Freeman.
- Tawky Tawny: En antropomorfisk tiger.

### Fiender
- Doktor Sivana: En galen vetenskapsman.
- Black Adam: Captain Marvels onda företrädare, som utvaldes till hjälte av Shazam i det antika Egypten.
- Captain Nazi: En nazistisk superskurk.
- Mister Mind: En intelligent utomjordisk mask.

## Grupptillhörighet
- Justice League of America
- Justice Society of America
- Shazam's Squadron of Justice